# 袁野 (短道速滑运动员)
袁野（1979年7月1日—），男，吉林长春人，中国短道速滑运动员、教练员。

## 生平
袁野出生于长春市，在冬奥会上共获1铜，1995年入选国家队。
退役后，袁野担任长春短道速滑队教练员，2004年，任国家青年队主教练，2004年—2006年，任国家男队主教练。